# 柳瑞真
柳瑞真（韓語：유서진，1977年—），韓國女演員。

## 演出作品

### 電視劇
- 2001年：SBS《沒有離別的清晨》
- 2005年：SBS《綠薔薇》
- 2006年：SBS《我也要去》飾演 孝淑
- 2007年：MBC《壞女人好女人》飾演 李素英
- 2008年：KBS《大王世宗》飾演 嬪宮金氏
- 2008年：SBS《On Air》飾演 尹賢秀
- 2008年：SBS《玻璃之城》飾演 金俊熙
- 2010年：SBS《Oh My Lady》
- 2011年：SBS《秘密花園》飾演 朴智嫻
- 2012年：SBS《美味人生》飾演 崔欣英
- 2013年：SBS《結三次婚的女子》飾演 美善
- 2014年：tvN《家族的秘密》飾演 馬虹珠
- 2017年：JTBC《有品位的她》飾演 車琪玉
- 2017年：SBS《理判事判》飾演 明晶玉
- 2018年：KBS《人偶之家》飾演 金孝靜
- 2018年：SBS《善良魔女傳》飾演 閔秀賢
- 2019年：tvN《請輸入檢索詞WWW》飾演 羅仁慶
- 2019年：Channel A《平日下午3點的戀人》飾演 金繽娜
- 2019年：SBS《嘻哈王－納斯那街》飾演 方香淑
- 2021年：《所以我和黑粉結婚了》飾演 車文熙

### 電影
- 2000年：《General Hospital，The Movie：1000 Days》
- 2014年：《白專家》
- 2022年：《非常杀手》饰演 离婚女子